# 프렌즈 위드 키즈
《프렌즈 위드 키즈》(영어: Friends with Kids)는 미국에서 제작된 2011년 로맨틱 코미디 영화이다. 제니퍼 웨스트펠트가 각본, 제작, 연출, 주연을 맡았고, 그 외에 애덤 스콧, 존 햄, 크리스틴 위그, 마야 루돌프, 크리스 오다우드, 메건 폭스, 에드워드 번스 등이 출연하였다.

## 줄거리
30대 중반의 광고 책임자 제이슨과 투자 자문 줄리는 맨해튼의 한 건물에 거주하는 절친 사이이다. 둘은 공동의 친구들인 앨릭스와 레슬리 부부, 벤과 미시 부부가 아이를 가진 뒤 부부 관계가 악화되고 인간성마저 안 좋게 변한 모습을 보고 충격을 받는다.
제이슨과 줄리는 대화 끝에 친구 부부들과 정반대 순서로 살아보기로 한다. 결혼을 하고 아이를 갖는 게 아니라 먼저 아이를 갖고 각자가 결혼할 상대를 찾아 데이트를 하는 것이다.
둘은 오로지 아이를 낳을 목적에서 관계를 하고, 임신에 성공한 줄리는 아기를 출산한다. 이들의 공동 육아와 따로따로 연애는 한동안 상당히 잘 굴러가지만 줄리는 자신이 제이슨을 사랑한다는 사실을 깨달아 버린다.
줄리는 자신의 생일에 제이슨만 초대하여 마음을 고백한다. 그러나 새 여자친구인 배우 메리와 동거하기로 결정한 제이슨은 줄리에게 친구 이상으로는 한 번도 생각해본 적이 없다고 답한다. 상심한 줄리는 제이슨과 물리적 거리를 두기 위해 브루클린으로 이사하는데...

## 출연
- 애덤 스콧 - 제이슨 프라이먼 역
- 제니퍼 웨스트펠트 - 줄리 켈러 역
- 존 햄 - 벤 역
- 크리스틴 위그 - 미시 역
- 마야 루돌프 - 레슬리 역
- 크리스 오다우드 - 앨릭스 역
- 메건 폭스 - 메리 제인 역
- 에드워드 번스 - 커트 역
- 리 브라이언트 - 일레인 켈러 역
- 켈리 비숍 - 메리 프라이먼 역
- 코터 스미스 - 필 프라이먼 역
- 브라이언 다시 제임스 - 식당의 남편 역
- 데릭 세실 - 피트 역

## 기타 제작진
- 공동 제작: 캐스린 딘, 미시 얘거
- 배역: 티퍼니 리틀 캔필드, 데이비드 버카리, 버나드 텔시
- 미술: 레이 클루가
- 세트: 밀라 컬레이비치
- 의상: 멀리사 브루닝